# Chikusei, Ibaraki
Chikusei (筑西市 Chikusei-shi) là thành phố thuộc tỉnh Ibaraki, Nhật Bản. Tính đến ngày 1 tháng 10 năm 2020, dân số ước tính thành phố là 100.753 người và mật độ dân số là 490 người/km2. Tổng diện tích thành phố là 205,3 km2.

## Địa lý

### Đô thị lân cận
- Ibaraki
  - Yūki
  - Shimotsuma
  - Tsukuba
  - Sakuragawa
  - Yashiyo
- Tochigi
  - Oyama
  - Mooka

### Khí hậu
| Dữ liệu khí hậu của Shimodate, Chikusei  | Dữ liệu khí hậu của Shimodate, Chikusei | Dữ liệu khí hậu của Shimodate, Chikusei | Dữ liệu khí hậu của Shimodate, Chikusei | Dữ liệu khí hậu của Shimodate, Chikusei | Dữ liệu khí hậu của Shimodate, Chikusei | Dữ liệu khí hậu của Shimodate, Chikusei | Dữ liệu khí hậu của Shimodate, Chikusei | Dữ liệu khí hậu của Shimodate, Chikusei | Dữ liệu khí hậu của Shimodate, Chikusei | Dữ liệu khí hậu của Shimodate, Chikusei | Dữ liệu khí hậu của Shimodate, Chikusei | Dữ liệu khí hậu của Shimodate, Chikusei | Dữ liệu khí hậu của Shimodate, Chikusei |
| Tháng                                    | 1                                       | 2                                       | 3                                       | 4                                       | 5                                       | 6                                       | 7                                       | 8                                       | 9                                       | 10                                      | 11                                      | 12                                      | Năm                                     |
| ---------------------------------------- | --------------------------------------- | --------------------------------------- | --------------------------------------- | --------------------------------------- | --------------------------------------- | --------------------------------------- | --------------------------------------- | --------------------------------------- | --------------------------------------- | --------------------------------------- | --------------------------------------- | --------------------------------------- | --------------------------------------- |
| Cao kỉ lục °C (°F)                       | 18.8 (65.8)                             | 23.7 (74.7)                             | 26.3 (79.3)                             | 30.2 (86.4)                             | 33.6 (92.5)                             | 34.6 (94.3)                             | 37.2 (99.0)                             | 37.7 (99.9)                             | 36.9 (98.4)                             | 32.4 (90.3)                             | 24.7 (76.5)                             | 24.4 (75.9)                             | 37.7 (99.9)                             |
| Trung bình ngày tối đa °C (°F)           | 9.1 (48.4)                              | 10.1 (50.2)                             | 13.8 (56.8)                             | 18.9 (66.0)                             | 23.4 (74.1)                             | 26.2 (79.2)                             | 29.6 (85.3)                             | 31.4 (88.5)                             | 27.5 (81.5)                             | 21.7 (71.1)                             | 16.2 (61.2)                             | 11.1 (52.0)                             | 19.9 (67.9)                             |
| Trung bình ngày °C (°F)                  | 2.6 (36.7)                              | 4.0 (39.2)                              | 7.6 (45.7)                              | 12.6 (54.7)                             | 17.9 (64.2)                             | 21.3 (70.3)                             | 24.8 (76.6)                             | 26.1 (79.0)                             | 22.4 (72.3)                             | 16.6 (61.9)                             | 10.5 (50.9)                             | 4.9 (40.8)                              | 14.3 (57.7)                             |
| Tối thiểu trung bình ngày °C (°F)        | −3.2 (26.2)                             | −1.8 (28.8)                             | 1.6 (34.9)                              | 6.8 (44.2)                              | 13.1 (55.6)                             | 17.4 (63.3)                             | 21.3 (70.3)                             | 22.3 (72.1)                             | 18.6 (65.5)                             | 12.3 (54.1)                             | 5.2 (41.4)                              | −0.5 (31.1)                             | 9.4 (49.0)                              |
| Thấp kỉ lục °C (°F)                      | −11.0 (12.2)                            | −10.0 (14.0)                            | −6.7 (19.9)                             | −3.1 (26.4)                             | 2.6 (36.7)                              | 9.7 (49.5)                              | 15.3 (59.5)                             | 14.5 (58.1)                             | 7.9 (46.2)                              | 1.4 (34.5)                              | −3.1 (26.4)                             | −8.5 (16.7)                             | −11.0 (12.2)                            |
| Lượng Giáng thủy trung bình mm (inches)  | 40.2 (1.58)                             | 38.4 (1.51)                             | 75.2 (2.96)                             | 105.7 (4.16)                            | 117.3 (4.62)                            | 113.8 (4.48)                            | 144.0 (5.67)                            | 122.3 (4.81)                            | 150.4 (5.92)                            | 183.9 (7.24)                            | 69.1 (2.72)                             | 48.0 (1.89)                             | 1.208,3 (47.57)                         |
| Số ngày giáng thủy trung bình (≥ 1.0 mm) | 3.6                                     | 5.1                                     | 7.8                                     | 10.1                                    | 10.3                                    | 11.7                                    | 12.4                                    | 9.1                                     | 10.4                                    | 10.1                                    | 6.5                                     | 5.1                                     | 102.2                                   |
| Số giờ nắng trung bình tháng             | 211.5                                   | 180.4                                   | 193.0                                   | 185.5                                   | 187.3                                   | 140.7                                   | 141.0                                   | 184.7                                   | 138.9                                   | 140.1                                   | 157.1                                   | 182.3                                   | 2.042,6                                 |
| Nguồn: Cục Khí tượng Nhật Bản            |                                         |                                         |                                         |                                         |                                         |                                         |                                         |                                         |                                         |                                         |                                         |                                         |                                         |